# Куниці (гміна)
Гміна Куниці (пол. Gmina Kunice) — сільська гміна у південно-західній Польщі. Належить до Легницького повіту Нижньосілезького воєводства.
Станом на 31 грудня 2011 у гміні проживало 6021 особа.

## Площа
Згідно з даними за 2007 рік площа гміни становила 92,79 км², у тому числі:
- орні землі: 69,00%
- ліси: 17,00%

Таким чином, площа гміни становить 12,46% площі повіту.

## Населення
Станом на 31 грудня 2011:
| Опис     | Загалом | Загалом | Чоловіки | Чоловіки | Жінки | Жінки |
| -------- | ------- | ------- | -------- | -------- | ----- | ----- |
| одиниця  | осіб    | %       | осіб     | %        | осіб  | %     |
| все      | 6021    | 100     | 2963     | 49,21    | 3058  | 50,79 |
| міське   | 0       | 100     | 0        |          | 0     |       |
| сільське | 6021    | 100     | 2963     | 49,21    | 3058  | 50,79 |

## Сусідні гміни
Гміна Куніце межує з такими гмінами: Легницьке Поле, Любін, Мілковиці, Проховиці, Руя.